# Pistolet Bren Ten
Bren Ten – amerykański pistolet samopowtarzalny skonstruowany przez Thomasa Dornausa i Michaela Dixona. Pierwsza broń zasilana nabojem 10 mm Auto.
Na początku lat 80. Thomas Dornaus i Michael Dixon skonstruowali nowy nabój 10 mm Auto. Kaliber nowego naboju miał z jednej strony umożliwić zwiększenie energii wylotowej w stosunku do naboju 9 mm Parabellum, z drugiej umożliwić skonstruowania pistoletu zasilanego z dwurzędowego magazynka co było niemożliwe w przypadku naboju .45 ACP (11,43 mm) (zbyt duża grubość chwytu). W 1983 roku był gotowy prototyp nowego pistoletu zasilanego tą amunicją. Był on wzorowany na czeskim pistolecie CZ75. W tym samym roku rozpoczęto produkcję seryjną. Produkcję zakończono w 1986 roku po bankructwie firmy Dornaus and Dixon Enterprises.